# Burgundski vojvoda
Burgundski vojvoda (francosko duc de Bourgogne) je bil naziv, ki so ga uporabljali vladarji Vojvodine Burgundije od njegove ustanovitve leta 843 do priključitve k francoski kroni leta 1477, kasneje pa tudi člani hiše Habsburžanov, vključno s svetorimskimi cesarji in španskimi kralji, ki so si lastili pravico do Burgundije in vladali burgundski Nizozemski.
Burgundsko vojvodstvo je bil majhen del tradicionalnih ozemelj Burgundcev zahodno od reke Saône, ki je bilo leta 843 dodeljeno kraljestvu Zahodnih Frankov Karla Plešastega. V času starega režima je bil burgundski vojvoda najvišji laični plemič Francoskega kraljestva. Začenši z Robertom II. Francoskim (vladal 996–1031) so naziv nosili Kapetingi, francoska kraljeva družina. Leta 1032 je francoski kralj Henrik I. podelil vojvodstvo svojemu mlajšemu bratu Robertu, ki je ustanovil Burgundsko dinastijo. Ko je leta 1361 izumrla višja linija Burgundske dinastije, je naziv podedoval kralj Ivan II. Francoski po krvni sorodstveni zvezi. Ivan je vojvodstvo leta 1363 podelil svojemu mlajšemu sinu Filipu Drznemu. Valoijski vojvode so postopoma zavladali obsežnemu kompleksu ozemelj, znanim kot Burgundska država, in postali nevarni tekmeci višji francoski kraljevi liniji Valoijcev.
Ko je leta 1477 izumrla moška linija valoijskih vojvod Burgundije, je vojvodstvo Burgundije zasegel francoski kralj Ludvik XI. Naziv vojvoda Burgundije je po poroki Marije Burgundske z Maksimilijanom I. Habsburškim leta 1477 prešel na habsburške monarhe. Habsburžani so to povezavo izkoristili za zahtevo po Burgundiji in za vladanje svoji burgundski dediščini do Napoleonove dobe. Naziv je bil nato oživljen za več mlajših sinov Burbonske hiše, od leta 1975 pa njene veje uporabljajo vojvoda Burgundije kot oživljen vljudnostni naziv.

## Seznam burgundskih vojvod

### Bozonidska rodbina (880–956)
Prvi mejni grof (marchio), kasneje vojvoda (dux), Burgundije je bil Richard iz hiše Ardenov, čigar vojvodstvo je nastalo z združitvijo več regionalnih grofij kraljestva Provanse, ki je pripadalo njegovemu bratu Bosu. Richard je bil sin Eccarda Maconskega in Richildise Arleske, Boso pa sin Bivina iz Gorzeja in Richildise Arleske.
Njegovi potomci in njihovi sorodniki po zakonu so vladali vojvodstvu do njegove priključitve več kot stoletje pozneje k francoski kroni, njihovi suvereni.
- Rihard sodnik (880–921)
- Rudolf (921–923), nato kralj Frankov
- Hugo Črni (923–952)
- Gilbert (952–956)

### Robertova dinastija (956–1002)
- Oton (956–965)
- Eudes Henrik Veliki (965–1002)

### Rodbina Ivrea (1002–1004)
- Otto William (1002–1004)

### Kapetingi (1004–1032)
Leta 1004 je Burgundijo priključil kralj iz rodbine Kapetingov. Oton Viljem je še naprej vladal tako imenovani Svobodni grofiji Burgundija. Njegovi potomci so ustanovili še eno - rodbino Ivrea.
- Robert (1004–1016) (tudi kralj Frankov kot Robert II.)
- Henrik (1016–1032) (tudi kralj Frankov kot Henrik I.)

### Burgundska dinastija (1032–1361)
Robert, sin Roberta II. Francoskega, je prejel vojvodstvo kot mirovni sporazum, potem ko se je s svojim bratom Henrikom prepiral o nasledstvu francoskega prestola.
| Slika | Ime                                           | Rojen         | postal vojvoda               | Vladal do                    | Smrt                         | Opomba                                                                                                 | Grb |
| ----- | --------------------------------------------- | ------------- | ---------------------------- | ---------------------------- | ---------------------------- | --- | --- |
|       | Robert I. starejši (Robert I.er le Vieux)     | 1011          | 1032                         | 21. marec 1076               | 21. marec 1076               | mlajši sin Robert II. Francoski                                                                        | mlajši sin Robert II. Francoski                                                                        |
|       | Hugh I. (Hugues I.er)                         | 1057          | 21. marec 1076               | 1079                         | 29. avgust 1093              | Najstarejši sin Henrika Burgundskega, vnuk Roberta I. Abdiciral je v korist svojega mlajšega brata Oda | Najstarejši sin Henrika Burgundskega, vnuk Roberta I. Abdiciral je v korist svojega mlajšega brata Oda |
|       | Odo I. Borel Rdeči (Eudes I.er Borel le Roux) | 1058          | 1079                         | 23. marec 1103               | 23. marec 1103               | Mlajši brat Huga I.                                                                                    | Mlajši brat Huga I.                                                                                    |
|       | Hugh II. (Hugues II.)                         | 1084          | 23. marec 1103               | 1143                         | 1143                         | Sin Oda I.                                                                                             | Sin Oda I.                                                                                             |
|       | Odo II (Eudes II)                             | 1118          | 1143                         | 27. junij/27. september 1162 | 27. junij/27. september 1162 | Najstarejši sin Huga II.                                                                               | |
|       | Hugh III. (Hugues III.)                       | 1142          | 27. junij/27. september 1162 | 25, avgust 1192              | 25, avgust 1192              | Najstarejši sin Oda II.                                                                                | |
|       | Odo III. (Eudes III)                          | 1166          | 25. avgust 1192              | 6. julij 1218                | 6. julij 1218                | Najstarejši sin Huga III.                                                                              | |
|       | Hugh IV. (Hugues IV.)                         | 9. marec 1213 | 6. julij 1218                | 27. october 1272             | 27. october 1272             | Najstarejši sin Oda III.                                                                               | |
|       | Robert II (Robert II.)                        | 1248          | 27. oktober 1271             | 21. marec 1306               | 21. marec 1306               | Najstarejši preživeli sin Huga IV.                                                                     | |
|       | Hugh V. (Hugues V.)                           | 1282          | 21. marec 1306               | 9. maj 1315                  | 9. maj 1315                  | Najstarejši sin Roberta II.                                                                            | |
|       | Odo IV. (Eudes IV)                            | 1295          | 9. maj 1315                  | 3. april 1350                | 3. april 1350                | Mlajši brat Hugha V.                                                                                   | |
|       | Filip I. of Rouvres (Philippe Ier de Rouvres) | 1346          | 3. april 1350                | 21. november 1361            | 21. november 1361            | Vnuk Oda IV.                                                                                           | |

### Hiša Valois-Burgundska (1363–1482)
Ivan II. Francoski, drugi valoiški kralj, je po smrti Filipa, zadnjega kapetskega vojvode, uspešno zahteval vojvodstvo. Ivan je nato vojvodstvo predal svojemu najmlajšemu sinu Filipu kot apanažo.